# Jean-Pierre Rousselot

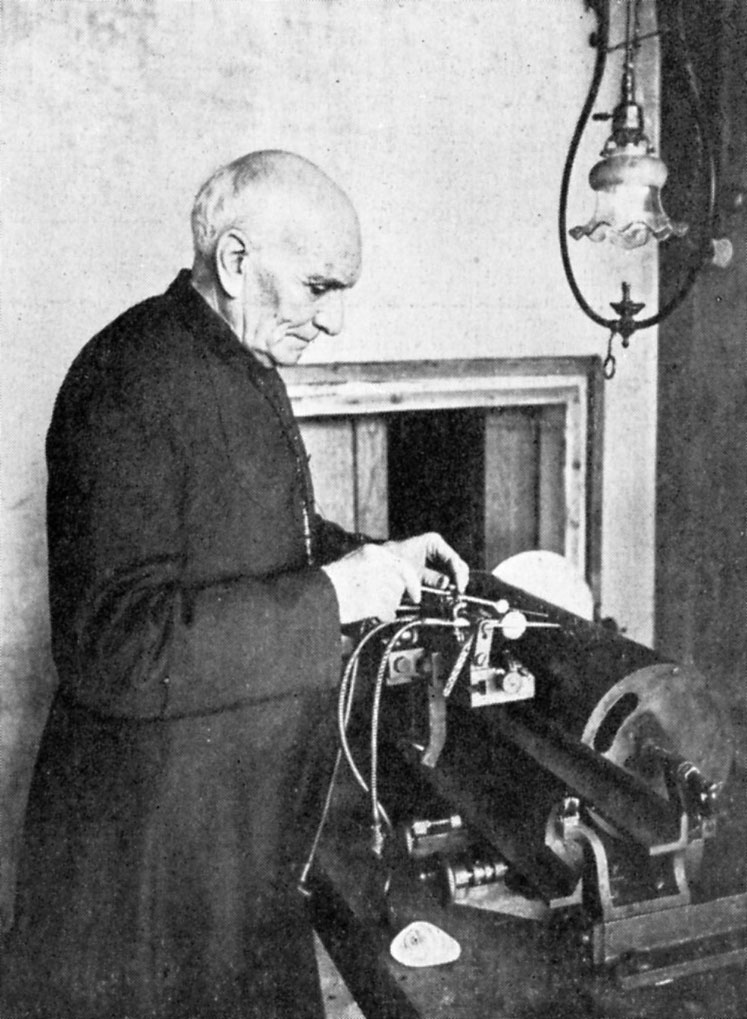
Abbé Jean-Pierre Rousselot, 1924

Jean-Pierre Rousselot (* 14. Oktober 1846 in Saint-Claud; † 16. Dezember 1924 in Paris) war ein französischer Geistlicher und Forscher. Er gilt als einer der Gründerväter der Phonetik, also der Wissenschaftsdisziplin, die die Laute der menschlichen Sprache untersucht.

## Leben
Jean Rousselot kam nach der Schule ins Priesterseminar in Richemont und wurde 1870 zum Priester geweiht. Als Pfarrer von Jevrek beschäftigte er sich mit Philologie und lernte Spanisch, Englisch und Deutsch. 1873 begann er eine sechsjährige Lehrtätigkeit für Latein, Griechisch und Literatur am Kleinen Seminar in Richemont. 1879 startete er – zunächst für die Promotion – die Erforschung der gesprochenen Sprache. Nicht zuletzt war das inspiriert durch die verschiedenen französischen Dialekte, die seine Eltern sprachen.
Rousselot gab seine Stelle auf und reiste durch Frankreich, um weiter zu studieren. Unter anderem hörte er Vorlesungen von Henri Becquerel über Elektrizität und Telegrafie und von Rudolph Koenig über Akustik.

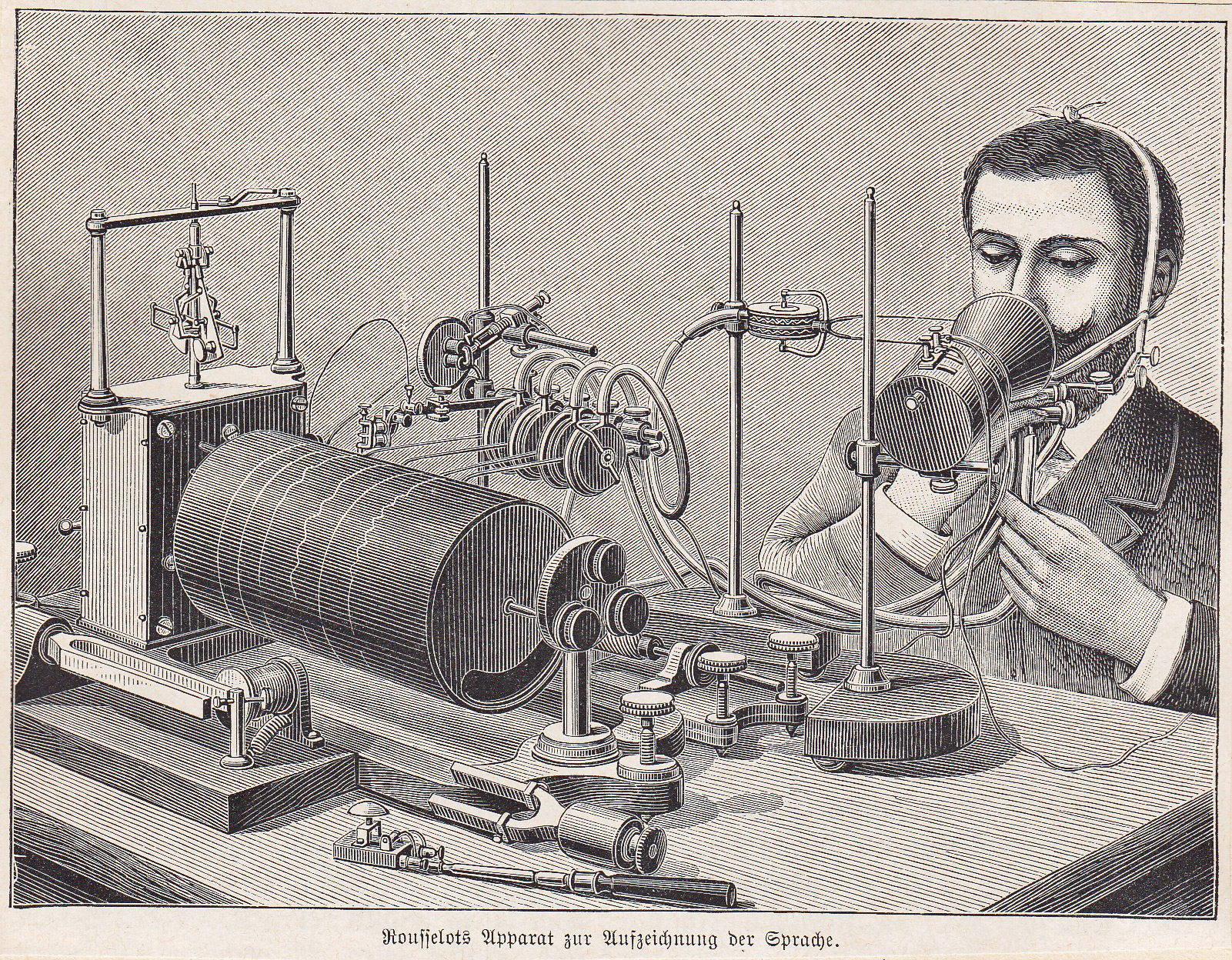
Rousselauts Apparat zur Aufzeichnung der Sprache (Holzstich, um 1900)

1886 baute er sein erstes Instrument zur „elektrischen Eintragung des Wortes“. Auch hier interessierten ihn primär die Varianten der Aussprache in verschiedenen Dialekten. 1889 kam er ins frisch gegründete Institut Catholique de Paris, wo er das weltweit erste Phonetik-Labor einrichtete.
Erst 1891 promovierte er, und zwar in französischer Literatur, mit einer Arbeit über die phonetischen Veränderungen einer Sprache unter dem Einfluss von Dialekten. Sein Studium der Dialekte brachte ihm mehrere Lehraufträge in Deutschland. Unter anderem lud man ihn nach Greifswald, nach Berlin (zu den Neuphilologen), nach Marburg und Königsberg ein.
1895 wurde er Leiter der Société Linguistique de Paris. Mit seiner Hilfe entstand am Collège de France das Labor für phonetische Experimente. Er beschäftigte sich in der Zeit auch mit dem Thema Schwerhörigkeit. 1911 rief er zusammen mit seinem Schüler Hubert Pernot die Revue de phonétique ins Leben, eine Zeitschrift, die bis 1914 bestand.
Während des Ersten Weltkriegs beschäftigte er sich mit der Ortsbestimmung feindlicher Kanonengeschütze und deutscher U-Boote. Er wurde dafür zum Ritter der Ehrenlegion geschlagen.

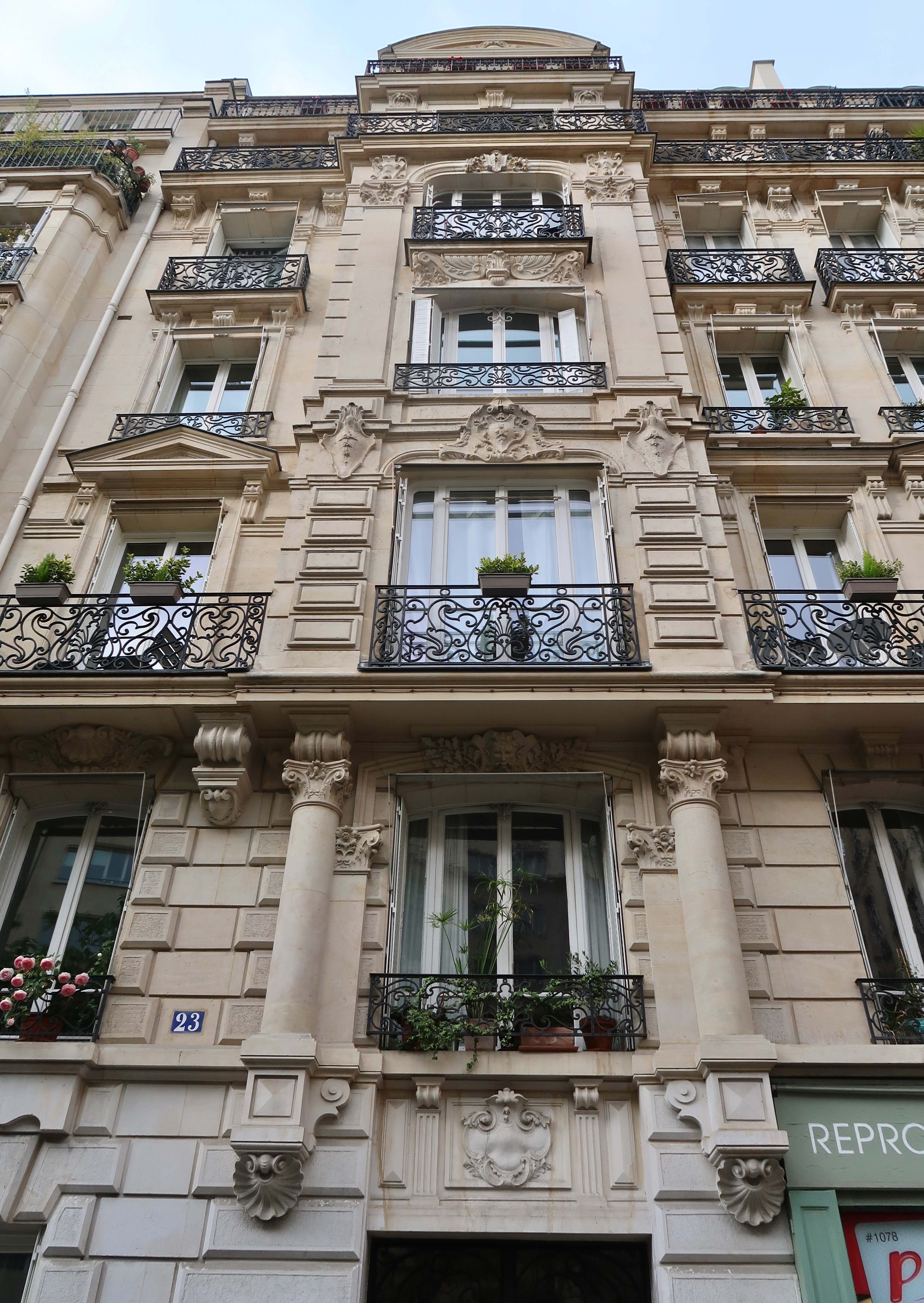
23 Rue des Fossés-Saint-Jacques (Paris, 5e)

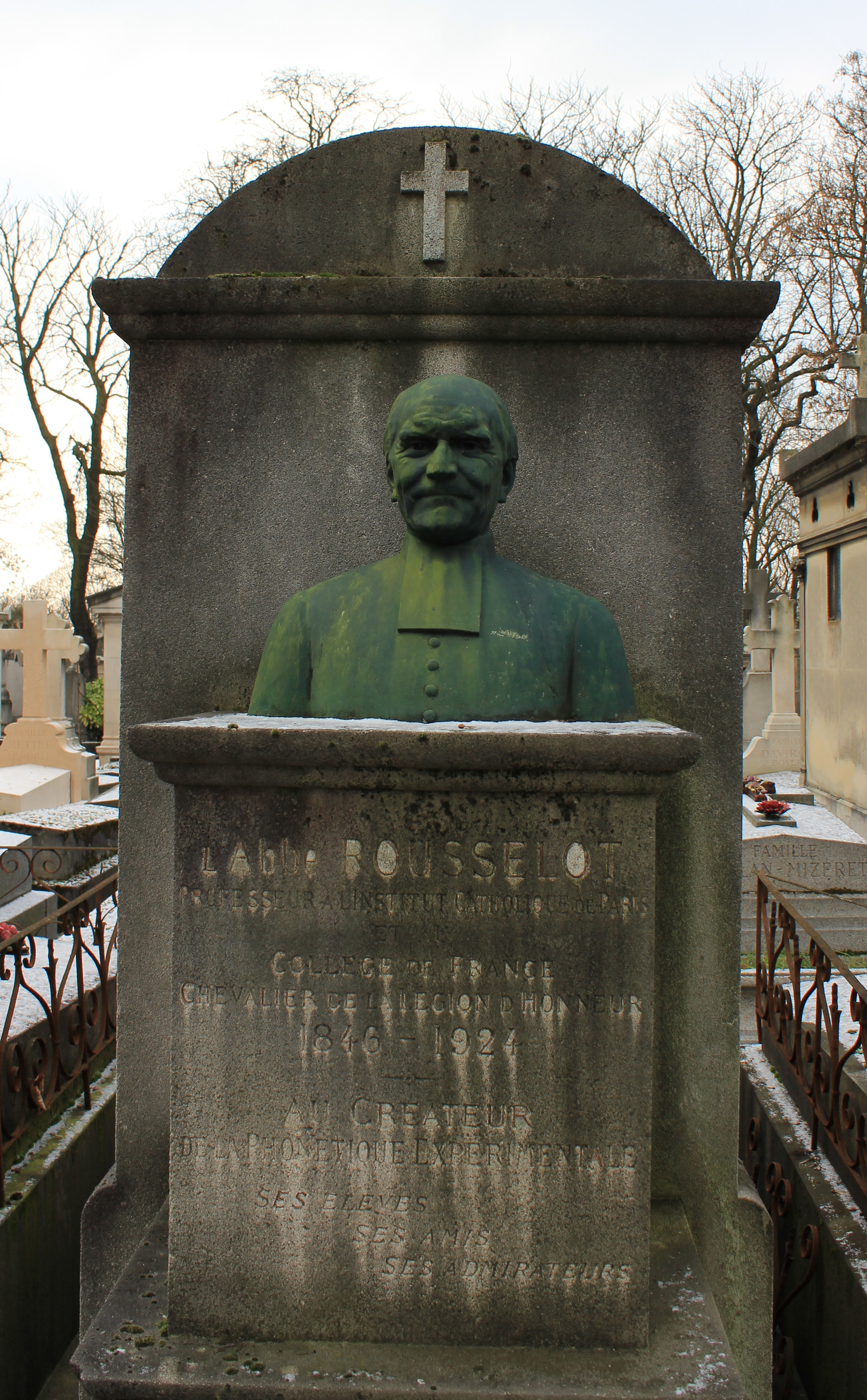
Rousselots Grab mit Büste auf dem Friedhof Père-Lachaise, Paris

Nach dem Krieg wurde Rousselot Dozent am Institut für experimentelle Phonetik am Collège de France. Er starb 1924 in seiner Wohnung in der Rue des Fossés-Saint-Jacques und ist auf Père-Lachaise begraben.

## Veröffentlichungen (kleiner Auszug)
- Les modifications phonétiques du langage étudiées dans le patois d’une famille de Cellefrouin (Charente). Welter, Paris, 1891, S. 372
- Principes de phonétique expérimentale, Band I und II. Welter, Paris/Leipzig 1897–1901 und 1901–1908. Band I und Band II
- Précis de prononciation française par l’abbé Rousselot et Fauste Laclotte. Welter, Paris/Leipzig 1902, S. 255
- Phonétique expérimentale et surdité. La Parole, 1903
- La Phonétique expérimentale, Leçon d’ouverture du Cours professé au Collège de France. Bovin, Paris, 1922. Paris, S. 24